# Янина (герб)
Янина (Janyna, Pole w Polu, Szczyt w Szczycie, Zgraja) — родовий герб польської, української, литовської та білоруської шляхти. Після входження українських та польських земель до складу Російської імперії цей герб був наданий деяким російським дворянським родам.

## Історія
Легенди відносять виникнення герба до 1246 року коли Петро Виджга (Wydżga), власник замків в Чорштині та Ритро воював з хрестоносцями та загинув в Пруссії.
Перша письмова згадка відноситься до 1379 року.
Після Городельської унії 1413 року ряд гербів, в тому числі й Янина були офіційно закріпленні за представниками литовсько-руської (української) шляхти, та відбулось зрівняння прав шляхти католицького віровизнання Королівства Польського та шляхти Великого князівства Литовського, Руського та Жемантійського.
Герб Янина передали роди епископа Перемишльського Масія та шляхтичів Петра Тура й Миколи з Суходолу литовсько-українському шляхтичу Войсиму Данейковичу (Woysym Daneykowicz).
Належав понад 275 родам Білорусі, України, Литви і Польщі зокрема, ним «печатались»: Антоновичі, Белецькі (Білецькі), Голубицькі, Жилинські, Зуковські, Корженівські, Корженьовські, Корінчевські (Korzeniewski, Korzeniowski), Нарайовські, Потоцькі, Пшонки, Собєські, Суходольські, Турські, Яворські, Яники, Яніни, Яновські, Ярошевські та ін.
В українській міській геральдиці XVIII—XIX століть цей герб виступає як основа або елемент гербів міст, що свого часу були володіннями роду Собєських: Жовкви, Зборова, Золочева, Маркополя.
У XVII столітті польський астроном Ян Гевелій використав емблему цього герба (як родового герба короля Яна ІІІ Собєського) для назви нового описаного ним сузір'я — Щит (Scutum).

## Опис
В червоному щиті знаходиться сталевий (рожевий) щит меншого розміру. У нашоломнику павині пір'я.